# Doo-Wops & Hooligans
Doo Wops & Hooligans este albumul de debut al cântărețului american Bruno Mars, lansat la 4 octombrie 2010. Echipa lui Mars, The Smeezingtons, a fost creditată cu compunerea tuturor cântecelor, servind ca producători executivi ai albumului. 
Doo-Wops & Hooligans a atins poziția a treia în Billboard 200 și primele zece poziții în clasamentele din Australia, Canada, Irlanda și Noua Zeelandă. Titlul albumului se referă la muzica doo wop, puternic reprezentată în anii 1950 în peisajul muzical american, fiind fost ales pentru a reflecta simplitatea și interesul general atât pentru publicul masculin, cât și pentru cel feminin. În octombrie 2011 albumul fusese vândut în peste un million de copii la nivel global și obținuse 450,000 de dolari din descărcările digitale.

## Comentarii critice, remarci
Criticii au observat utilizarea unei varietăți largi de influențe, comparându-l pe Mars cu Michael Jackson și Jason Mraz. Mulți au lăudat stilul captivant al cântecelor, precum și versurile lor relaxante. Două single-uri digitale - „Liquor Store Blues” împreună cu Damian Marley și „Grenade” - au fost lansate pentru a promova albumul. Prima piesă, „Just the Way You Are”, a fost lansat pe 19 iulie 2010 și s-a clasat pe prima poziție a clasamentului Billboard Hot 100 timp de patru săptămâni, urmând să devină un hit internațional. „Grenade” a fost anunțat ca al doilea single, atingând primele zece poziții în Australia, Canada, Noua Zeelandă, și devenind al doua piesă consecutivă a sa clasată pe prima poziție în Statele Unite și Marea Britanie. „The Lazy Song” a fost lansat ca al treilea single oficial în primăvara anului 2011, ajungând până pe locul 4 în Hot 100 și devenind al treilea single consecutiv ce cucerește clasamentul britanic. Mars a pornit într-un turneu din noiembrie până în decembrie 2010, pentru a promova albumul.